# Żmija północnoafrykańska
Żmija północnoafrykańska (Daboia mauritanica) – gatunek jadowitego węża z rodziny żmijowatych (Viperidae) zamieszkującego północno-zachodnią Afrykę.
OpisWystępuje w kolorze szarym. Tułów znacznie dłuższy i grubszy niż ogon. Gatunek bardzo jadowity.
RozmiaryDorasta do 180 cm długości.
BiotopWystępuje na piaszczystych lub kamienno-piaszczystych pustyniach.
PokarmŻywi się drobnymi kręgowcami (gryzonie, ptaki, jaszczurki).
RozmnażanieGatunek jajorodny, samice jednorazowo składają od 15 do 25 jaj.
WystępowanieWystępuje w Afryce w Maroku, północnej Algierii, północnej Tunezji i północnej Saharze Zachodniej.
PodgatunkiGatunek monotypowy. Wyróżniany dawniej podgatunek deserti miał przez pewien czas status odrębnego gatunku, ale w 2017 roku został zsynonimizowany z D. mauritanica.